# Neoramia janus
Neoramia janus là một loài nhện trong họ Agelenidae.
Loài này thuộc chi Neoramia. Neoramia janus được Elizabeth Bangs Bryant miêu tả năm 1935.